# Klaus Schreiber (Bibliothekar)
Klaus-Dieter Schreiber (* 12. April 1940 in Trautenau, Landkreis Trautenau, Reichsgau Sudetenland) ist ein deutscher Romanist und Bibliothekar.

## Leben
Klaus-Dieter Schreiber studierte an der Philipps-Universität Marburg Romanistik und Slavistik und promovierte dort 1967. Im gleichen Jahr trat er als Bibliotheksreferendar an der Universitäts- und Landesbibliothek Darmstadt in die Ausbildung für den Höheren Bibliotheksdienst ein. 1969 legte er die Fachprüfung an der Bibliotheksschule Frankfurt/M. ab. Nach kurzer beruflicher Tätigkeit in Marburg/L. (1969 bis 1970) arbeitete Schreiber von 1970 bis 2005 an der Württembergischen Landesbibliothek in Stuttgart. Neben Aufgaben als Fachreferent leitete er dort die Erwerbungs- und Katalogisierungsabteilung.
Seit 1993 gibt er die „Informationsmittel für Bibliotheken“ heraus, zunächst eine gedruckte Fachzeitschrift für Rezensionen von Informationsmitteln, Lexika und anderen Nachschlagewerken, die im Jahre 2000 als Rezensionsorgan in ein Elektronisches Medium umgewandelt wurde.

## Schriften
- Untersuchungen zur italienischen Literatur- und Kulturgeschichtsschreibung in der zweiten Hälfte des Settecento (= Ars poetica. Studien, Bd. 5). Gehlen, Bad Homburg v. d. H. 1968 (Dissertation Universität Marburg).
- Bibliographie laufender Bibliographien zur romanischen Literaturwissenschaft. Ein kritischer Überblick 1960–1970 (= Zeitschrift für Bibliothekswesen und Bibliographie, Sonderhefte, Bd. 12). Klostermann, Frankfurt/M. 1971.
- Hat die „Literaturerschließung“ in Universitäts- und Hochschulbibliotheken eine Zukunft? In: Zeitschrift für Bibliothekswesen und Bibliographie, Bd. 18 (1971), S. 153–162.
- (zus. mit Sabine Krauch): Ausgewählte Bibliographien und andere Nachschlagewerke. Generalregister zur gleichnamigen Rubrik in der Zeitschrift für Bibliothekswesen und Bibliographie (1974–1993) (= Zeitschrift für Bibliothekswesen und Bibliographie. Sonderhefte, Bd. 51 und 61). Zwei Bände. Klostermann, Frankfurt/M. 1990/1995, ISBN 3-465-02261-0 und ISBN 3-465-02658-6.
- Zeitungsverfilmung. Prinzipien und Erfahrungen. Die Grundsätze für die Verfilmung historisch wertvoller Zeitungen des Förderprogramms der Deutschen Forschungsgemeinschaft mit Kommentaren aus der Praxis. Deutsches Bibliotheksinstitut, Berlin 1991, ISBN 3-87068-395-3.
- Bücher, Zeitschriften und andere Medien aus Italien. Nachschlagewerke für die Praxis in Bibliotheken und Buchhandel (DBI-Materialien, Bd. 115). Deutsches Bibliotheksinstitut, Berlin 1992, ISBN 3-87068-915-3.
- Von IFLA, ABUN, IFB, WESS, RREO/RREA und ERBA. Internationale Bibliotheksarbeit an der Basis. In: Edith Gruber (Hrsg.): Bücher, Menschen und Kulturen.  Festschrift für Hans-Peter Geh zum 65. Geburtstag. Saur, München 1999, S. 413–419, ISBN 3-598-11399-4.